# Star Wars: X-Wing vs. TIE Fighter
Star Wars: X-Wing vs. TIE Fighter — компьютерная игра в жанре космического симулятора, разработанная студией Totally Games и выпущенная компанией LucasArts в 1997 году. Является третьей частью серии X-Wing.
Игра требует наличия джойстика. По сравнению с предыдущими частями серии имеет ряд технических улучшений: поддержку высокого разрешения, текстурирование моделей кораблей, улучшенное качество звукового сопровождения. Многопользовательский режим поддерживает до восьми участников в режимах свободного боя, командного противостояния и совместного прохождения миссий. Система учёта достижений отслеживает очки игрока и награды. Перед каждой миссией игрок выбирает тип корабля и эскадрилью, определяющую его роль в бою.
Несмотря на возможность одиночного прохождения всего контента, игра ориентирована преимущественно на многопользовательский режим и не содержит сюжетной кампании. В ответ на запросы игроков LucasArts выпустила дополнение Balance of Power, добавившее сюжетные кампании и расширившее многопользовательские возможности.

## Разработка
Разработка многопользовательского режима X-Wing vs. TIE Fighter сопровождалась значительными техническими сложностями. В отличие от популярных многопользовательских шутеров того времени, таких как Doom и Descent, игра требовала обработки и передачи существенно большего объёма данных. Если в шутерах от первого лица, действие которых происходит в замкнутых помещениях и коридорах, игроки получают информацию о противниках только при прямом визуальном контакте, то действие в открытом космосе и установившиеся в предыдущих частях серии игровые условности требовали постоянного доступа всех игроков к данным о местоположении и состоянии всех кораблей. Ведущий дизайнер миссий Дэвид Вессман взял на себя ответственность за отсутствие однопользовательской сюжетной кампании, заявив: «За отсутствие сюжета в первую очередь отвечаю я, поскольку убедил себя и остальных, что он нам не нужен».
В 2009 году LucasArts совместно с Transmission Games начали работу над ремейком X-Wing vs. TIE Fighter. Несмотря на значительную степень готовности проекта, игра была отменена до выхода.

## Критика
| Русскоязычные издания | Русскоязычные издания |
| Издание               | Оценка                |
| --------------------- | --------------------- |
| «НИМ»                 | 7,2 из 10             |
| «Страна игр»          | 8 из 10               |

В обзоре X-Wing vs. TIE Fighter рецензенты «Страны игр» отметили, что игра существенно отошла от формата предыдущих частей серии, сделав акцент на многопользовательском режиме вместо сюжетной кампании, при этом высоко оценив качество сетевых сражений и возможности командного взаимодействия. По мнению критиков, с которыми также согласился и Николай Войнаровский из «Навигатора игрового мира», несмотря на технические достоинства, улучшенную графику и звук, а также удобный интерфейс, игра с её 60 миссиями и возможностью играть за обе стороны конфликта оказалась ориентирована исключительно на владельцев локальной сети и соответствующего оборудования, включая обязательный джойстик, в то время как для одиночной игры критики рекомендовали оригинальный TIE Fighter.